# Tomophyllum
Tomophyllum är ett släkte av stensöteväxter. Tomophyllum ingår i familjen Polypodiaceae.

## Dottertaxa tillTomophyllum, i alfabetisk ordning[1]
- Tomophyllum beleense
- Tomophyllum bipinnatifidum
- Tomophyllum bipinnatum
- Tomophyllum brachyphlebium
- Tomophyllum brooksiae
- Tomophyllum callophyllum
- Tomophyllum capillatum
- Tomophyllum congregatifolium
- Tomophyllum cumingii
- Tomophyllum daymanense
- Tomophyllum dissitum
- Tomophyllum donianum
- Tomophyllum duriusculum
- Tomophyllum epaleatum
- Tomophyllum foersteri
- Tomophyllum hornei
- Tomophyllum hymenophylloides
- Tomophyllum inconspicuum
- Tomophyllum lividum
- Tomophyllum macrum
- Tomophyllum millefolium
- Tomophyllum minutum
- Tomophyllum perplexum
- Tomophyllum plicatum
- Tomophyllum polytrichum
- Tomophyllum repandulum
- Tomophyllum sakaguchianum
- Tomophyllum secundum
- Tomophyllum sesquipinnatum
- Tomophyllum subfalcatum
- Tomophyllum subminutum
- Tomophyllum subrepandulum
- Tomophyllum subsecundodissectum
- Tomophyllum terpsichoroides
- Tomophyllum themelioides
- Tomophyllum walleri
- Tomophyllum warburgii